# Берналь, Оскар
О́скар Ано́нио Берна́ль Ло́пес (исп. Óscar Antonio Bernal López; 28 сентября 1995, Сьюдад-Хуарес, Мексика) — мексиканский футболист, защитник.

## Клубная карьера
Берналь — воспитанник клуба «Сантос Лагуна». 28 февраля 2016 года в матче против «Пуэблы» он дебютировал в мексиканской Примере. Летом того же года игрок для получения игровой практики на правах аренды перешёл в «Тампико Мадеро». 24 июля в матче против Лобос БУАП он дебютировал в Лиге Ассенсо. По окончании аренды Оскар вернулся в «Сантос Лагуна», но вскоре снова был отдан в аренду, его новый клубом стал колумбийский «Ла Экидад». 21 июля 2018 года «Альянса Петролера» он дебютировал в колумбийской Примере. По окончании аренды Оскар вернулся в «Сантос Лагуна». 

## Международная карьера
В 2015 году Берналь был включён в заявку молодёжной сборной Мексики на участие в Молодёжном кубке КОНКАКАФ на Ямайке. На турнире он сыграл в матчах против молодёжных команд Кубы, Канады, Гондураса, Гаити и Панамы. 
Летом того же года Берналь принял участие в молодёжном чемпионате мира в Новой Зеландии. На турнире он сыграл в матче против Мали.

## Достижения
Международные
 Мексика (до 20)
- Молодёжный кубок КОНКАКАФ — 2015